# Martín Pardo
Martín Pardo es un deportista argentino que compitió en taekwondo. Ganó dos medallas de bronce en el Campeonato Panamericano de Taekwondo, en los años 1984 y 1988.

## Palmarés internacional
| Campeonato Panamericano | Campeonato Panamericano | Campeonato Panamericano | Campeonato Panamericano |
| Año                     | Lugar                   | Medalla                 | Categoría               |
| ----------------------- | ----------------------- | ----------------------- | ----------------------- |
| 1984                    | Paramaribo (Surinam)    | Medalla de bronce       | –64 kg                  |
| 1988                    | Lima (Perú)             | Medalla de bronce       | –64 kg                  |